# Zálha község
Zálha község (románul: Comuna Zalha) község Szilágy megyében, Romániában. Központja Zálha, beosztott falvai Almáscsáka, Csurenypuszta, Gorbómező, Tormapataka, Valea Ciurenilor, Virtyeskatelep.

## Népessége
A 2011-es népszámlálás adatai alapján a község népessége 864 fő volt.